# Præsidentvalget i Tyrkiet 2014
Præsidentvalget i Tyrkiet 2014 blev afholdt den 10. august 2014 for at vælge den 12. præsident for Tyrkiet. Valgets vinder blev Recep Tayyip Erdoğan med 51,79% af stemmerne.
Som et resultat af forfatningsafstemningen i 2007 er det nu folket, og ikke som tidligere Tyrkiets Nationalforsamling, som vælger præsidenten. Derfor var dette valg, det første præsidentvalg hvor det er Tyrkiets befolkning der vælger præsidenten.

## Resultater
| Kandaidater | Kandaidater                     | Landsdækkende stemmer | %     | Oversøiske stemmer | %     | Told stemmer | %     | Totale stemmer | %     |
| --- | ------------------------------- | --------------------- | ----- | ------------------ | ----- | ------------ | ----- | -------------- | ----- |
| | Recep Tayyip Erdoğan            | 20,670,826            | 51.65 | 143,873            | 62.30 | 185,444      | 62.73 | 21,000,143     | 51.79 |
| | Ekmeleddin Mehmet İhsanoğlu     | 15,434,167            | 38.57 | 64,483             | 27.92 | 89,070       | 30.13 | 15,587,720     | 38.44 |
| | Selahattin Demirtaş             | 3,914,359             | 9.78  | 22,582             | 9.78  | 21,107       | 7.14  | 3,958,048      | 9.76  |
| Ugyldige/blanke stemmer | Ugyldige/blanke stemmer         | 734,140               | -     | 1,857              | -     | 1,719        | -     | 737,716        | –     |
| Totalt | Totalt                          | 40,019,352            | 100   | 230,938            | 100   | 297,340      | 100   | 41,283,627     | 100   |
| Registrerede vælgere/deltagelse | Registrerede vælgere/deltagelse | 52,894,115            | 77.05 | 2,798,726          | 8.32  | -            | -     | 55,692,841     | 74.13 |
| Kilder: YSK nationwide results Arkiveret 22. december 2014 hos Wayback Machine, YSK overseas results Arkiveret 18. februar 2015 hos Wayback Machine, YSK customs results Arkiveret 18. februar 2015 hos Wayback Machine, YSK overall results Arkiveret 9. februar 2015 hos Wayback Machine |                                 |                       |       |                    |       |              |       |                |       |